# Caazapá
Caazapá este un oraș din departamentul Caazapá, Paraguay.